# Винкельман, Отто
Отто Винкельман (нем. Otto Winkelmann, 4 сентября 1894, Бордесхольм — 24 сентября 1977, Киль) — немец, доктор права. Участник Первой мировой войны, кавалер Железного креста 2-й и 1-й степени. Член нацистской партии. В рядах СС дослужился до звания обергруппенфюрер. С 1942 года возглавлял Командное управление Главного управления ОРПО. Генерал полиции, с 1 декабря 1944 года генерал войск СС. С 19 марта 1944 года высший руководитель СС и полиции в Венгрии.

## Биография
Отто Винкельман родился 4 сентября 1894 года в городе Бордесхольм.
В 1912 году был призван в ряды немецкой армии. В конце 1913 года был повышен в звании до лейтенанта. За заслуги во время несения службы в Первую мировую войну был награждён Железными крестами 2-го и 1-го класса.
В 1919 году вступил в Добровольческий корпус. После демобилизации в ноябре 1919 года перешёл работать в полицию в звании лейтенанта.
К 1933 году дослужился до звания — майор. С 1930 по 1937 год занимал должность полицей-директора в городе Гёрлиц. 1 ноября 1932 года вступил в нацистскую партию (билет № 1373131), а 11 сентября 1938 года его кандидатура была одобрена для вступления в СС с присвоением звания — штурмбаннфюрер (билет № 308238). После этого Винкельман был переведён в штаб полиции порядка (ОРПО) в Берлине.
В декабре 1940 года был назначен на должность командующего 1-й командной управленческой группой Командного управления.
19 марта 1944 года был назначен на должность высшего руководителя СС и полиции Венгрии. В его круг обязанностей входила депортация венгерских евреев с последующей транспортировкой в концлагеря. Во время пребывания в Венгрии он был причастен к принудительной депортации около 400 тыс. евреев.
16 декабря 1944 награжден Рыцарским крестом Креста «За военные заслуги» с мечами.
5 февраля 1945 года был смещён с должности военного коменданта крепости Будапешт и покинул город. 1 мая 1945 года был взят в плен американскими солдатами в Нойкирхене. В отличие от остальных высших чинов Третьего рейха, Винкельман сумел избежать уголовного преследования и даже добиться от государства выплаты генеральской пенсии. Впоследствии он поселился в Киле, стал членом городского совета и председателем Ассоциации бывших полицейских.